# Daniel Fellmann

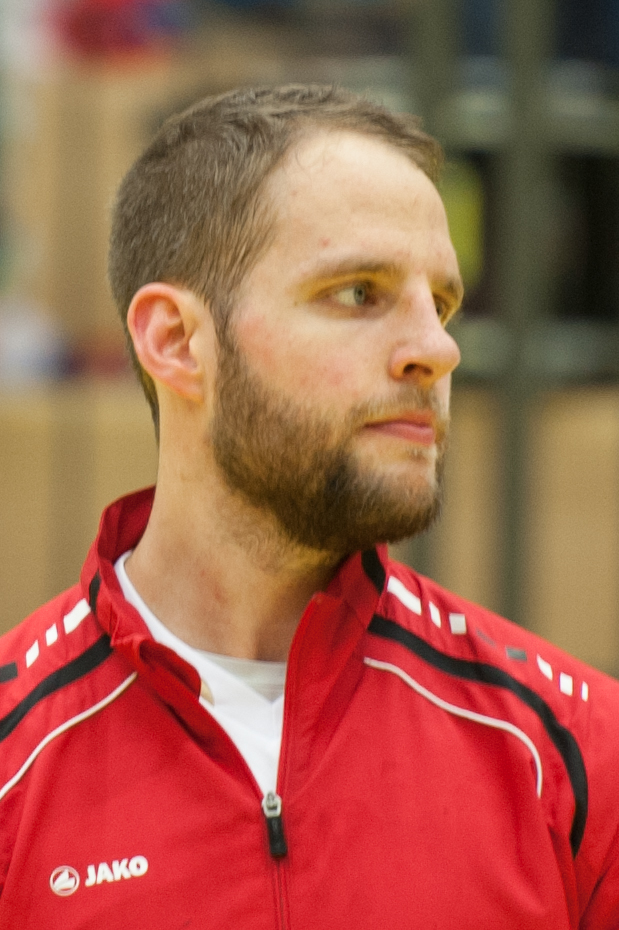
Fellmann 2015

Daniel Fellmann (* 27. Januar 1984) ist ein ehemaliger Spieler im Kader der Handballmannschaft von HC Kriens und der Schweizer Handballnationalmannschaft. Der 194 cm grosse und 92 kg schwere Rückraumspieler wechselte im Sommer 2007 von den Grasshoppers zu ZMC Amicitia Zürich, mit dem er 2009 den SHV-Cup und 2008, 2009 die Meisterschaft gewann. 2011 schloss er sich HC Kriens an. Für die Schweiz erzielte er in 118 Länderspielen 198 Tore. Im Sommer 2018 beendete er seine Karriere.

## Klubs
- 1993–2000 HC Malters
- 2000–2003 BSV Luzern
- 2003–2007 GC Handball
- 2007–2011 ZMC Amicitia Zürich
- 2011–2018 HC Kriens